# Kevin Robertson
Kevin George Robertson, född 8 februari 1959 i Biloxi, Mississippi, är en amerikansk vattenpolospelare. Han gjorde tretton mål i den olympiska vattenpoloturneringen i Los Angeles där USA tog silver. I den olympiska vattenpoloturneringen i Seoul gjorde Robertson åtta mål och USA tog silver på nytt.
Robertson gjorde elva mål när USA vann vattenpoloturneringen vid panamerikanska spelen 1983 i Caracas.